# Ніколсон Тауншип (округ Фаєтт, Пенсільванія)
Ніколсон Тауншип (англ. Nicholson Township) — селище (англ. township) в США, в окрузі Файєтт штату Пенсільванія. Населення — 1732 особи (2020).

## Демографія
Згідно з переписом 2010 року, у селищі мешкало 1805 осіб у 700 домогосподарствах у складі 504 родин. Було 766 помешкань
Расовий склад населення:
| - 97,8 % — білих - 0,4 % — чорних або афроамериканців - 0,2 % — корінних американців - 0,1 % — вихідців з тихоокеанських островів - 0,1 % — азіатів |

До двох чи більше рас належало 1,4 %. Частка іспаномовних становила 0,4 % від усіх жителів.
За віковим діапазоном населення розподілялося таким чином: 21,0 % — особи молодші 18 років, 63,3 % — особи у віці 18—64 років, 15,7 % — особи у віці 65 років та старші. Медіана віку мешканця становила 44,2 року. На 100 осіб жіночої статі у селищі припадало 100,3 чоловіків;  на 100 жінок у віці від 18 років та старших — 95,1 чоловіків також старших 18 років.
Середній дохід на одне домашнє господарство  становив 50 250 доларів США (медіана — 36 974), а середній дохід на одну сім'ю — 61 645 доларів (медіана — 54 500). Медіана доходів становила 42 188 доларів для чоловіків та 32 917 доларів для жінок. За межею бідності перебувало 16,2 % осіб, у тому числі 17,0 % дітей у віці до 18 років та 12,5 % осіб у віці 65 років та старших.
Цивільне працевлаштоване населення становило 592 особи. Основні галузі зайнятості: освіта, охорона здоров'я та соціальна допомога — 21,5 %, виробництво — 14,9 %, роздрібна торгівля — 12,7 %.